# بایرسدورف-فرویدنبرگ
بایرسدورف-فرویدنبرگ (به آلمانی: Beiersdorf-Freudenberg) یک شهر در آلمان است که در مرکیش-اودرلند واقع شده‌است. بایرسدورف-فرویدنبرگ ۶۲۱ نفر جمعیت دارد.

## نگارخانه

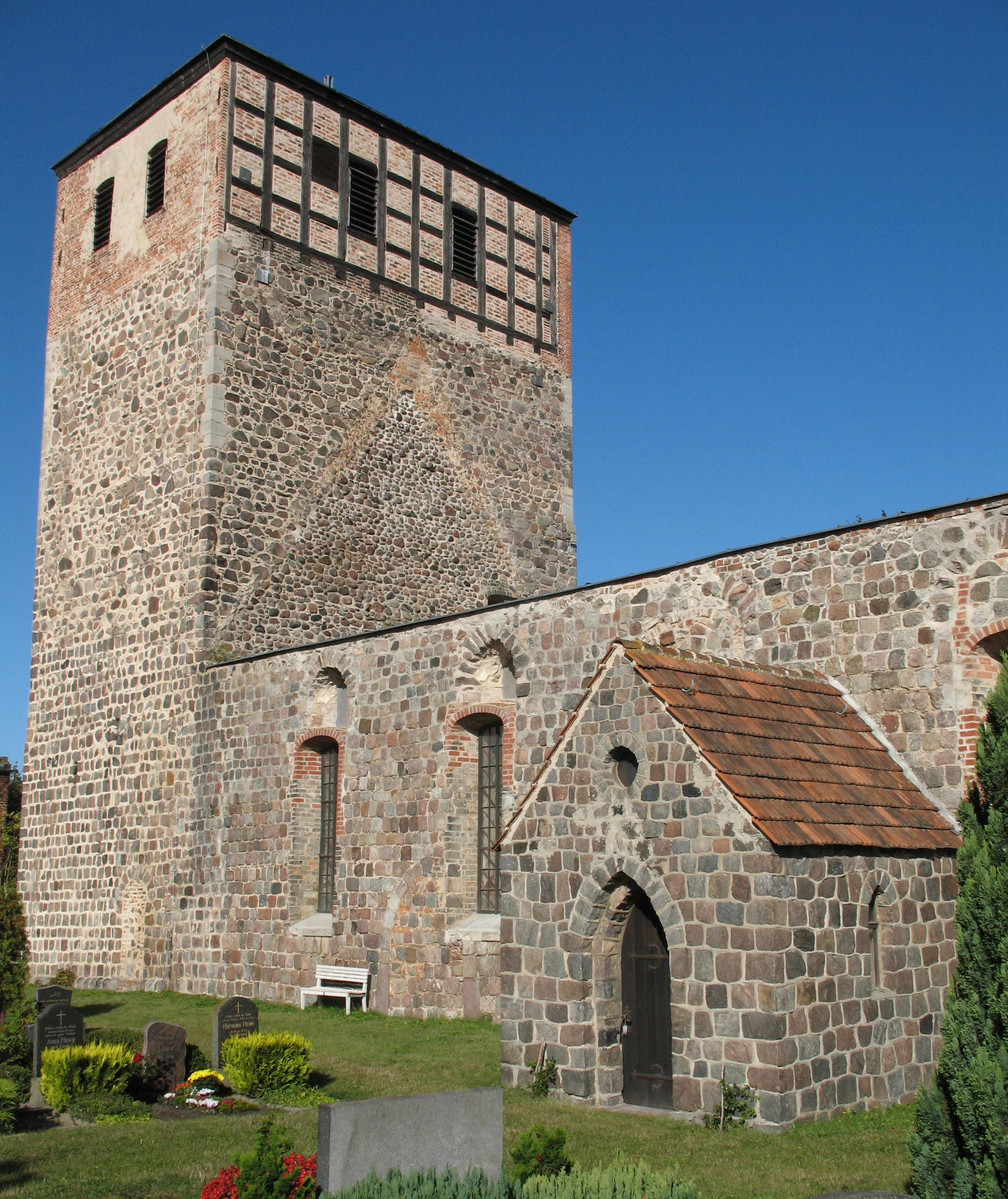
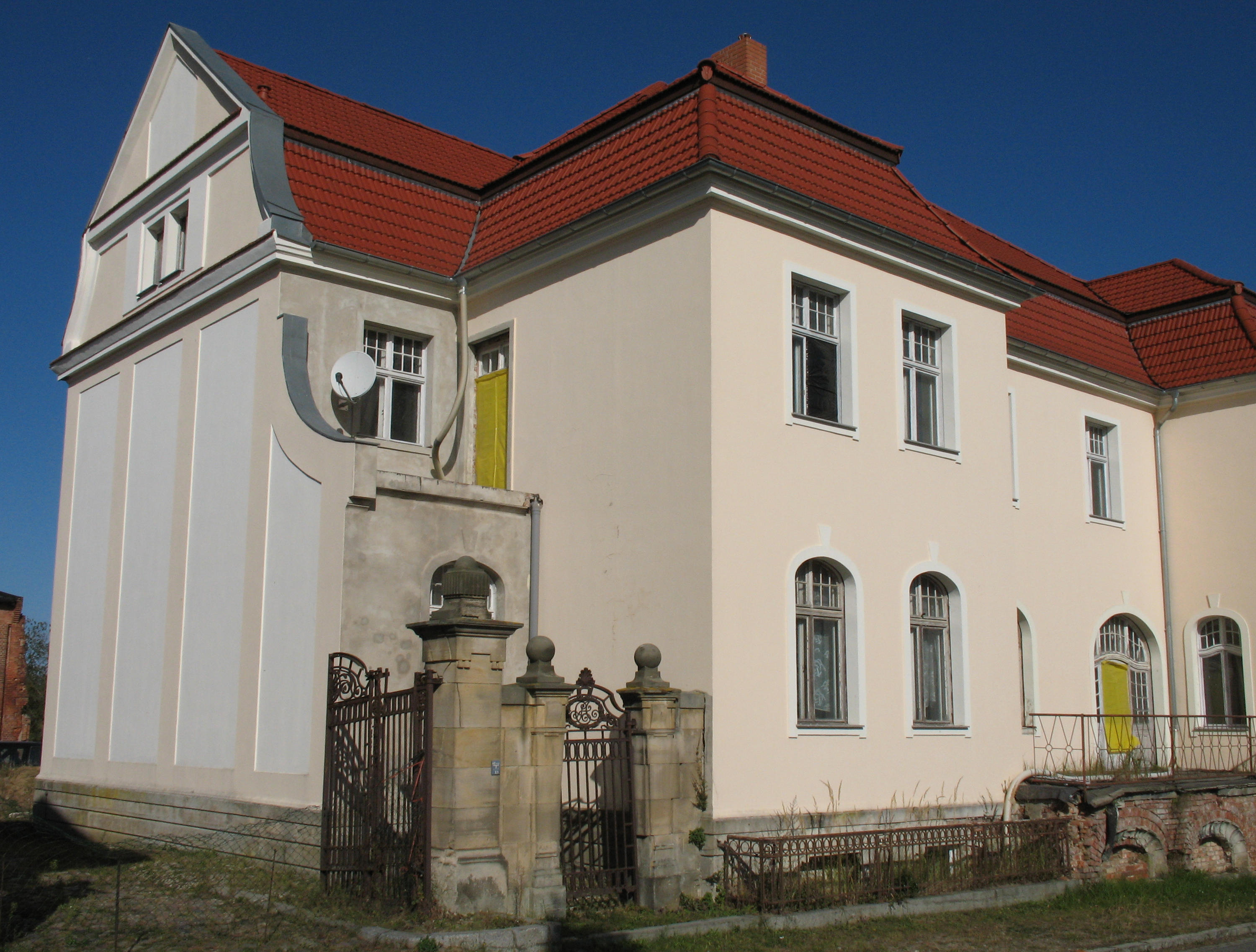
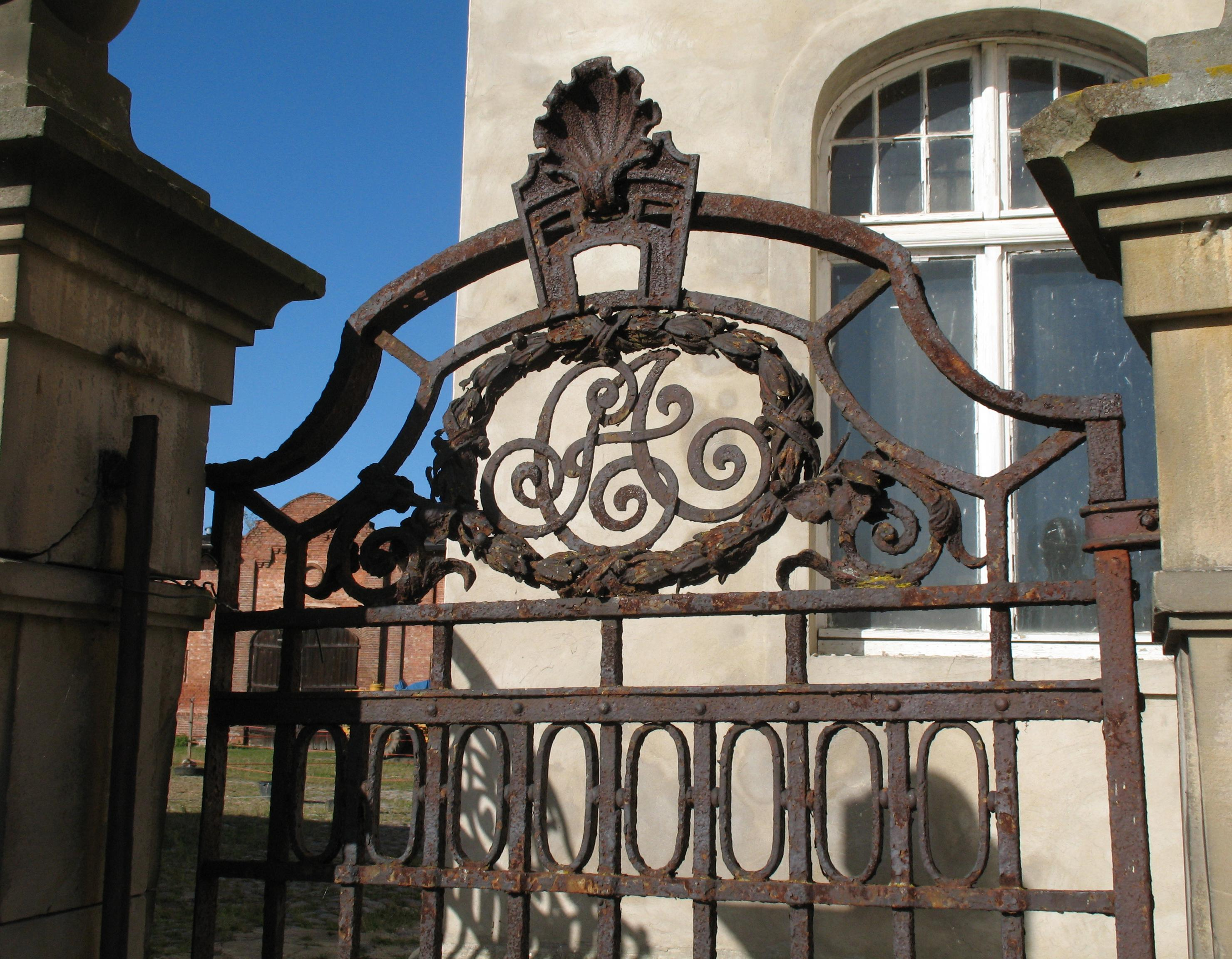